# Star Wars: The Bad Batch
Star Wars: The Bad Batch is een Amerikaanse animatieserie gemaakt door Dave Filoni voor de streamingdienst Disney+. De serie maakt deel uit van de Star Wars-franchise en is zowel een vervolg op als een spin-off van de serie Star Wars: The Clone Wars. 
Het eerste seizoen van Star Wars: The Bad Batch ging in première op 4 mei 2021 op Disney+, het tweede seizoen op 4 januari 2023 en het derde seizoen op 21 februari 2024.

## Verhaal
Clone Force 99, ook wel bekend als The Bad Batch, is een groep van elite clone troopers met genetische mutaties. In de nasleep van de Clone Wars banen ze zich een weg door een steeds veranderend sterrenstelsel.

## Personages

### Hoofdrollen
- Dee Bradley Baker als The Bad Batch (Hunter, Wrecker, Tech, Crosshair en Echo) (Nederlandse stem: Jim de Groot), en daarnaast de andere clone troopers in de serie, waaronder Cut Lawquane (afl. 2), Captain Rex (afl. 6, 7 en 14), Captain Howzer (afl. 11 en 12) en Captain Gregor (afl. 14)
- Michelle Ang als Omega (Nederlandse stem: Mandy Lee), een mysterieus meisje van Kamino dat The Bad Batch vergezelt tijdens hun avonturen.[1]

### Terugkerende rollen
- Noshir Dalal als vice-admiraal Rampart (Nederlandse stem: Huub Dikstaal), een keizerlijke officier verantwoordelijk voor het nieuwe coderegistratiesysteem en de rekrutering voor het keizerlijke leger (afl. 2, 3, 4, 8, 11, 12, 14, 15 en 16).
- Rhea Perlman als Cid (Nederlandse stem: Doris Baaten), een Trandoshaan en voormalig Jedi-informant die The Bad Batch inhuurt voor missies (afl. 5, 6, 7, 10 en 13).
- Bob Bergen als Lama Su (Nederlandse stem: Fred Meijer), de minister-president van Kamino (afl. 1, 3, 8, 9 en 14).
- Gwendoline Yeo als Nala Se (Nederlandse stem: Edna Kalb), een wetenschapper op Kamino (afl. 1, 3, 8, 9, 14 en 16).

### Gastrollen
- Ben Diskin als AZI-3 (Nederlandse stem: Florus van Rooijen): een medische droid Kamino (afl. 1, 3, 15 en 16).
- Matthew Wood als Battle droids (Nederlandse stem: Florus van Rooijen) en Bib Fortuna (afl. 1, 5 en 6).
- Archie Panjabi als Depa Billaba (Nederlandse stem: Jantine van den Bosch), een Jedi Master die een bataljon klonen leidt op de planeet Kaller (afl. 1).
- Freddie Prinze jr. als Caleb Dume (Nederlandse stem: Kevin Hassing), Depa Billaba's padawan (afl. 1).
- Ian McDiarmid als Keizer Palpatine (Nederlandse stem: Simon Zwiers) (afl. 1).
- Tom Kane als verteller (Nederlandse stem: Fred Meijer) (afl. 1).
- Andrew Kishino als Saw Gerrera (Nederlandse stem: Martin van der Starre), een vrijheidsstrijder met banden met de Rebel Alliance (afl. 1).
- Stephen Stanton als Admiraal Tarkin (Nederlandse stem: Wiebe-Pier Cnosse), een hoge keizerlijke officier (afl. 1, 3 en 15).
- Cara Pifko als Suu Lawquane (Nederlandse stem: Jantine van den Bosch), de vrouw van Cut Lawquane (afl. 2).
- Nika Futterman als Shaeeah Lawquane (Nederlandse stem: Fé van Kessel), de dochter van Cut Lawquane en zijn vrouw Suu (afl. 2).
- Kath Soucie als Jek Lawquane (Nederlandse stem: Marlies Somers), de zoon van Cut Lawquane en zijn vrouw Suu (afl. 2).
- Emilio Garcia-Sanchez als ES-01 (Nederlandse stem: Marcel Jonker), een keizerlijke elite-trooper (afl. 3).
- Dahéli Hall als ES-04 (Nederlandse stem: Joanne Telesford), een keizerlijke elite-trooper (afl. 3, 8 en 12).
- Ming-Na Wen als Fennec Shand (Nederlandse stem: Melise de Winter),  een elite huurling en sluipschutter (afl. 4 en 9).
- Brigitte Kali als Trace Martez (Nederlandse stem: Daisy Duin),  een oud-smokkelaar en nu vrijheidsstrijder, en Rafa's zus (afl. 6).
- Elizabeth Rodriguez als Rafa Martez (Nederlandse stem: Jantine van den Bosch), een oud-smokkelaar en nu vrijheidsstrijder, en Trace's zus (afl. 6).
- Corey Burton als Cad Bane (Nederlandse stem: Victor van Swaay), een premiejager die is ingehuurd om Omega terug te brengen (afl. 8 en 9).
- Tina Huang als ES-02, een keizerlijke elite-trooper (afl. 8, 12 en 15).
- Ness Bautista als ES-03, een keizerlijke elite-trooper (afl. 8, 12 en 15).
- Seth Green als Todo 360 (Nederlandse stem: Rolf Koster), de service droid van Cad Bane (afl. 8 en 9).
- Rena Owen als Taun We, Lama Su's assistent (afl. 9).
- Alexander Siddig als Avi Singh (Nederlandse stem: Leo Richardson), een senator van de voormalige Separatistische planeet Raxus Secundus (afl. 10).
- Sian Clifford als GS-8 (Nederlandse stem: Roos van der Waerden), Avi Singh's protocoldroid (afl. 10).
- Shelby Young als Bragg (Nederlandse stem: Donna Vrijhof), een keizerlijke officier (afl. 10).
- Phil LaMarr als Orn Free Taa (Nederlandse stem: Leo Richardson), de corrupte keizerlijke vertegenwoordiger van Ryloth (afl. 11).
- Vanessa Marshall als Hera Syndulla (Nederlandse stem: Sarah Nauta), Cham Syndulla's dochter, een aspirant-piloot en vrijheidsstrijder (afl. 11 en 12).
- Robin Atkin Downes als Cham Syndulla (Nederlandse stem: Edward Reekers), een Twi'lek vrijheidsstrijder (afl. 11 en 12).
- Ferelith Young als Eleni Syndulla (Nederlandse stem: Lotte Horlings), Cham Syndulla's vrouw en Hera's moeder (afl. 11 en 12).
- Dave Filoni als Chopper, Hera's prikkelbare astromech droid (afl. 11 en 12).
- Tom Taylorson als Roland Durand (Nederlandse stem: Dennis Willekens), een misdaadbaas (afl. 13).

## Afleveringen

### Seizoen 1
| Nr. | Titel                                      | Regisseur                                    | Schrijver                                      | Releasedatum     |
| 1 | Aftermath (De Nasleep)                     | Steward Lee, Saul Ruiz, Nathaniel Villanueva | Jennifer Corbett, Dave Filoni, Matt Michnovetz | 4 mei 2021       |
| --- | ------------------------------------------ | -------------------------------------------- | ---------------------------------------------- | ---------------- |
| Op de planeet Kaller worden jedi Depa Billaba, haar padawan Caleb Dume en hun kloonleger onder de voet gelopen door een droidleger van de Separatisten. Het duurt niet lang voordat The Bad Batch arriveert om het tij te keren. Net wanneer ze de tegenaanval willen inzetten, ontvangen de klonen Bevel 66, en Depa Billaba wordt neergeschoten. Crosshair wil Caleb doden, maar Hunter laat Caleb ontsnappen. Terug op Kamino ontmoet The Bad Batch de jonge vrouwelijke kloon Omega. Moff Tarkin arriveert kort daarna om te evalueren of het kloonleger nog van nut is voor het nieuw opgerichte Keizerrijk. Hij stuurt The Bad Batch op een missie naar de planeet Onderon, om een groep "opstandelingen" uit te schakelen. Al gauw blijkt dat het om vluchtelingen gaat, onder leiding van Saw Gerrera. Ze besluiten om niet langer naar de orders van het rijk te luisteren, maar Crosshair is het er niet mee eens. Ze gaan terug naar Kamino om Omega op te halen, maar worden gevangengenomen. Crosshair, die onder invloed blijkt van zijn inhibitor-chip, wordt door Tarkin geherprogrammeerd om zich tegen zijn teamgenoten te keren. The Bad Batch weet samen met Omega te ontsnappen, maar moeten Crosshair achterlaten op Kamino. |                                            |                                              |                                                |                  |
| 2 | Cut and Run (Op de Loop)                   | Steward Lee                                  | Gursimran Sandhu                               | 7 mei 2021       |
| The Bad Batch en Omega arriveren op de planeet Saleucami om deserteur Cut Lawquane en zijn vrouw Suu te ontmoeten. Terwijl Cut en Hunter de stad ingaan, blijft de rest van The Bad Batch achter bij Suu, en Omega raakt bevriend met de twee kinderen van Cut en Suu. Cut onthult aan Hunter dat hij van plan is om met zijn gezin de planeet de verlaten, maar nu het Keizerrijk regeert, stelt een nieuwe wet dat burgers een code nodig hebben om legaal een transport te boeken. Om de benodigde codes te krijgen, bedenken Tech en Echo een plan. Ze laten hun schip in beslag nemen door de troepen van het Keizerrijk terwijl ze zelf aan boord blijven, om zodoende de basis te infiltreren om de codes de bemachtigen. Per ongeluk nemen ze Omega mee op hun missie. Het plan werkt en Omega geeft de codes aan Cut en zijn familie. Er zijn er echter vijf gemaakt, terwijl Cut er maar vier nodig heeft voor zijn gezin. De vijfde code is speciaal voor Omega gemaakt. Hunter legt uit dat het te gevaarlijk voor haar is om bij hen te blijven, maar Omega kiest ervoor om bij The Bad Batch te blijven. Cut en zijn familie weten de planeet veilig te verlaten.                                                                    |                                            |                                              |                                                |                  |
| 3 | Replacements (Vervanging)                  | Nathaniel Villanueva                         | Matt Michnovetz                                | 14 mei 2021      |
| The Bad Batch en Omega moeten een noodlanding maken op een maan nadat hun schip is beschadigd op Saleucami. Kort na de crash steelt een Ordo Moon Dragon een onderdeel dat ze nodig hebben om hun schip te repareren. Hunter en Omega volgen de Dragon om het onderdeel terug te halen. Wanneer Hunter buiten westen raakt, gaat Omega alleen verder en het lukt haar het onderdeel terug te krijgen. Op Kamino geven Tarkin en admiraal Rampart aan Crosshair het bevel over een nieuwe eenheid soldaten. Ze worden naar Onderon gestuurd om de mislukte missie van de vorige keer af te maken. Gerrera blijkt al weg te zijn en Crosshair doodt een van zijn eigen mannen die een bevel weigert. Tarkin ziet potentieel voor de soldaten, maar Lama Su maakt zich zorgen over de gevolgen voor het kloonprogramma. |                                            |                                              |                                                |                  |
| 4 | Cornered (In het Nauw)                     | Saul Ruiz                                    | Christian Taylor                               | 21 mei 2021      |
| The Bad Batch is onderweg naar de planeet Idaflor, maar is gedwongen een tussenstop te maken op Pantora om voorraden in te slaan. Daarnaast moeten ze het signaal van hun schip aanpassen, omdat hun schip gezocht wordt door het Rijk. Ze worden herkend door de medewerker van de ruimtehaven. Hij seint premiejager Fennec Shand in, die is ingehuurd om Omega op te sporen en terug te brengen. Shand weet Omega te ontvoeren, maar na een wilde achtervolging door de stad weet The Bad Batch Omega terug te krijgen. Ze schudden Shand af en verlaten de planeet. |                                            |                                              |                                                |                  |
| 5 | Rampage (Razernij)                         | Steward Lee                                  | Tamara Becher-Wilkinson                        | 28 mei 2021      |
| In de hoop te ontdekken wie Fennec Shand heeft ingehuurd om Omega op te sporen, gaat The Bad Batch naar Ord Mantell om een Jedi-informant genaamd Cid op te zoeken. Cid is bereid informatie te geven over Shand in ruil voor hulp: slavenhandelaren hebben een kind genaamd Muchi ontvoerd, en Cid zal een beloning ontvangen van Jabba de Hutt als The Bad Batch haar helpt het kind te redden. The Bad Batch vindt de slavenhandelaren en het lukt hen Muchi te redden, die een jonge rancor blijkt te zijn. Muchi wordt meegegeven aan Jabba's rechterhand Bib Fortuna in ruil voor de beloning. Cid geeft een deel van de beloning aan Hunter, maar kan niet achterhalen wie Shand heeft ingehuurd. Ze biedt aan om The Bad Batch in de toekomst meer klussen te geven. |                                            |                                              |                                                |                  |
| 6 | Decommissioned (Ontmanteld)                | Nathaniel Villanueva                         | Amanda Rose Muñoz                              | 4 juni 2021      |
| Cid stuurt The Bad Batch op een missie om een Separatistische droid te stelen op Corellia voordat deze wordt vernietigd. Deze droid bevat belangrijke informatie die veel geld waard is. Tijdens de diefstal komen ze de zussen Trace en Rafa Martez tegen, die ook achter de droid aan zitten. Wanneer ze worden ontdekt en worden aangevallen door de bewakers, wordt de droid per ongeluk vernietigd, maar samen weten ze te ontsnappen. De zussen onthullen dat ze de droid wilden stelen voor iemand die het tegen het Rijk wil opnemen, waarna Hunter hen een kopie van de gegevens van de droid, die Tech had gemaakt voor de droid vernietigd werd. Aan boord van hun schip, nemen de zussen contact op met hun opdrachtgever, en vertellen over The Bad Batch. |                                            |                                              |                                                |                  |
| 7 | Battle Scars (Oorlogswonden)               | Saul Ruiz                                    | Jennifer Corbett                               | 11 juni 2021     |
| Nadat ze er niet in zijn geslaagd de tactische droid te stelen, vertelt Cid dat The Bad Batch een grote klus moet klaren om hun schuld aan haar af te betalen. Hun gesprek wordt onderbroken door de komst van Captain Rex, de mysterieuze opdrachtgever van Trace en Rafa. Rex vertelt dat zijn inhibitor chip is verwijderd, en hij spreekt zijn zorgen uit als hij hoort dat The Bad Batch hun chips nog hebben. Ze gaan naar Bracca, een planeet die dienstdoet als vuilnisbelt van ruimteschepen, die wordt bestuurd door de Scrapper Guild, en gaan een oud schip binnen om daar de medische faciliteiten te gebruiken. Dan wordt Wrecker's chip geactiveerd waardoor hij zijn teamgenoten aanvalt, maar ze weten hem te overmeesteren en de chip te verwijderen. Als de procedure is afgerond, neemt Rex afscheid, maar terwijl ze afscheid nemen, wordt Hunter opgemerkt door leden van de Scrapper Guild. |                                            |                                              |                                                |                  |
| 8 | Reunion (Hereniging)                       | Steward Lee                                  | Christian Taylor                               | 18 juni 2021     |
| De Scrapper Guild informeert het Rijk over de locatie van The Bad Batch en Crosshair wordt er met zijn team op af gestuurd om ze te doden. Bezorgd dat Omega niet veilig zal worden teruggebracht, huurt Lama Su een tweede premiejager in om het meisje op te halen. Crosshair en zijn team beginnen aan een kat-en-muisspel met The Bad Batch, maar The Bad Batch en Omega weten te ontsnappen. Dan worden Hunter en Omega geconfronteerd met premiejager Cad Bane, die Hunter in zijn borst schiet en Omega ontvoert. De rest van The Bad Batch weet de gewonde Hunter veilig aan boord te brengen van hun schip en samen ontsnappen ze. |                                            |                                              |                                                |                  |
| 9 | Bounty Lost (Beloning Kwijt)               | Brad Rau, Nathaniel Villanueva               | Matt Michnovetz                                | 25 juni 2021     |
| The Bad Batch probeert te achterhalen wie opdracht heeft gegeven voor Omega's ontvoering. Tech vermoedt dat de Kaminoanen erachter zitten, omdat hij heeft ontdekt dat Omega een ongewijzigde kloon is van Jango Fett, waardoor ze de enige beschikbare bron is voor vers kloonmateriaal. Omega wordt naar een oude kloonfaciliteit op Bora Vio gebracht, maar weet onderweg Todo zover te krijgen dat hij haar uit haar cel laat. Ze weet contact op te nemen met The Bad Batch, die daardoor haar locatie kan bepalen. Lama Su stuurt Taun We naar Bora Vio en geeft Nala Se opdracht om Omega uit te schakelen nadat ze genetisch materiaal van haar heeft afgenomen. In opdracht van Nala Se arriveert Fennec Shand op Bora Vio, waar ze Taun We doodt en het gevecht aangaat met Cad Bane. Omega kan ontsnappen en wordt opgehaald door The Bad Batch. |                                            |                                              |                                                |                  |
| 10 | Common Ground (Gemeenschappelijke vijand)  | Saul Ruiz                                    | Gursimran Sandhu                               | 2 juli 2021      |
| Op Raxus voert het Rijk nieuwe wetten in met de steun van de lokale senator Avi Singh. Terwijl hij het volk toespreekt, spreekt Singh zich echter uit tegen het Rijk en wordt gearresteerd. Zijn protocoldroid GS-8 huurt Cid in die vervolgens The Bad Batch stuurt om Singh te redden. Omega blijft achter vanwege de vele premiejagers die achter haar aan zitten. Samen met Cid speelt ze dejarik, en wint daarmee genoeg geld om de schuld van The Bad Batch af te betalen. Met behulp van GS-8 redt The Bad Batch Singh en brengen hem naar Cid voor betaling. |                                            |                                              |                                                |                  |
| 11 | Devil's Deal (Pact met de Duivel)          | Steward Lee                                  | Tamara Becher-Wilkinson                        | 9 juli 2021      |
| Wanneer Orn Free Taa aankondigt dat er een nieuwe keizerlijke raffinaderij op Ryloth wordt gebouwd en hij de Twi'lek vrijheidsstrijders aanmoedigt zich te ontwapenen, maakt Cham Syndulla zich zorgen. Zijn luitenant Gobi Glie heeft samen met Chams dochter Hera een ontmoeting met The Bad Batch die hen wapens levert, maar ze worden in het geheim achtervolgd door Crosshair en het Rijk. Wanneer ze terugkeren worden Glie en Hera gearresteerd wegens verraad, waarna Cham, zijn vrouw Eleni en zijn vrijheidsstrijders het keizerlijke konvooi aanvallen om hen te redden. Crosshair schiet Orn Free Taa neer met als doel het te laten lijken alsof Cham een aanslag op hem wilde plegen. Cham, Elena en Glie worden gearresteerd, terwijl Hera weet te ontsnappen. |                                            |                                              |                                                |                  |
| 12 | Rescue on Ryloth (Reddingsactie op Ryloth) | Nathaniel Villanueva                         | Jennifer Corbett                               | 16 juli 2021     |
| Nadat Hera Syndulla aan het rijk is ontsnapt, neemt ze contact op met The Bad Batch en vraagt hen haar te helpen bij het redden van haar familie en de vrijheidsstrijders. Hunter wijst eerst de roep om hulp af, maar Omega haalt hem over om in te grijpen. Hera, Omega, Tech en Wrecker vallen de nieuwe raffinaderij aan als afleiding, terwijl Echo en Hunter Chams familie en de vrijheidsstrijders bevrijden. Terwijl ze ontsnappen, verraadt Captain Howzer het Keizerrijk door The Bad Batch te waarschuwen over een hinderlaag die het rijk voor hen heeft gelegd. Howzer probeert vervolgens een opstand te ontketenen onder de Clone Troopers, maar wordt gearresteerd. Crosshair krijgt toestemming om achter The Bad Batch aan te gaan. |                                            |                                              |                                                |                  |
| 13 | Infested (Besmet)                          | Saul Ruiz                                    | Amanda Rose Muñoz                              | 23 juli 2021     |
| Na een missie keert The Bad Batch terug naar Cid's verblijfplaats, dat ineens eigendom blijkt te zijn van misdaadbaas Roland Durand. The Bad Batch treft Cid niet lang erna, die van plan is haar plek terug te krijgen door een lading drugs voor de Pykes van Roland te stelen. The Bad Batch en Cid dringen Cid's voormalige verblijfplaats binnen via ondergrondse tunnels die vol zitten met Irlings. Ze weten met succes de drugs te stelen, maar worden achtervolgd door Rolands bewakers. Tijdens de confrontatie verstoren ze het nest van de Irlings, en zijn gedwongen de drugs achter te laten. Na veilig te zijn ontsnapt worden ze opgepakt door de Pykes die Omega gijzelen terwijl The Bad Batch en Cid de drugs uit het nest van de Irlings halen en aan de Pykes afleveren. |                                            |                                              |                                                |                  |
| 14 | War Mantle (Oorlogsmantel)                 | Steward Lee                                  | Damani Johnson                                 | 30 juli 2021     |
| Rex neemt contact op met The Bad Batch en vraagt hen om de kloon Gregor te helpen, die een noodsignaal heeft verstuurd vanaf de planeet Daro. Aangekomen bij het noodsignaal, vinden ze een keizerlijke basis waar troepen worden getraind die het kloonleger moeten gaan vervangen. Hunter, Tech en Echo infiltreren de basis terwijl Omega en Wrecker in het schip blijven. The Bad Batch redt Gregor, maar Hunter wordt gevangengenomen tijdens de ontsnapping. Op Kamino zijn Lama Su en Nala Se van plan te ontsnappen nadat het rijk het contract voor het kloonleger heeft opgezegd, maar ze worden opgepakt door admiraal Rampart, die Nala Se als wetenschapper kan gebruiken, maar geen nut ziet in Lama Su. |                                            |                                              |                                                |                  |
| 15 | Return to Kamino (Terugkeer naar Kamino)   | Nathaniel Villanueva                         | Matt Michnovetz                                | 6 augustus 2021  |
| Hunter wordt naar Tipoca City op Kamino gebracht, dat volledig ontruimd wordt door het Keizerrijk. Crosshair activeert Hunter's comm-link om The Bad Batch naar Kamino te lokken, waar hij een hinderlaag heeft gelegd. Omega leidt The Bad Batch naar een verborgen ingang en samen weten ze zo de stad ongezien binnen te komen. Ze treffen er AZI-3 die zich had verstopt. Ze vinden Hunter, die Crosshair probeert te overtuigen om zijn inhibitorchip te laten verwijderen, maar Crosshair onthult dat deze al is verwijderd en dat hij in volle overtuiging voor het Keizerrijk werkt. In een gevecht weet The Bad Batch Crosshair uit te schakelen, maar dan begint Rampart, in opdracht van Tarkin, Tipoca City te bombarderen. |                                            |                                              |                                                |                  |
| 16 | Kamino Lost (Kamino heeft verloren)        | Saul Ruiz                                    | Jennifer Corbett                               | 13 augustus 2021 |
| Terwijl Tipoca City langzaam in de zee zakt, moet The Bad Batch proberen te ontsnappen voordat de stad volledig onder water staat. Omega en AZI-3 redden Crosshair wanneer ze vast komen te zitten in een kamer die volloopt met water. Zodra het wrak op de oceaanbodem is neergedaald, gaat de groep op weg naar de buis die naar hen naar hun schip moet brengen, maar aangekomen ontdekken ze dat deze beschadigd is geraakt en niet meer te gebruiken is. AZI stelt voor dat hij iedereen naar de oppervlakte leidt in labcapsules, maar onderweg naar boven raakt zijn batterij op. Omega probeert hem te redden met het risico te verdrinken, totdat Crosshair hen allebei redt. Wanneer ze het schip bereiken, kiest Crosshair ervoor om afscheid te nemen van The Bad Batch. Elders wordt Nala Se naar een keizerlijke faciliteit gebracht. |                                            |                                              |                                                |                  |

### Seizoen 2
| Nr. | Titel                                         | Regisseur                        | Schrijver                           | Releasedatum     |
| 1 | Spoils of War (Oorlogsbuit)                   | Steward Lee                      | Jennifer Corbett                    | 4 januari 2023   |
| --- | --------------------------------------------- | -------------------------------- | ----------------------------------- | ---------------- |
| Cid stuurt The Bad Batch naar de planeet Serenno om er Count Dooku's oorlogsbuit te stelen. |                                               |                                  |                                     |                  |
| 2 | Ruins of War (Oorlogsruïnes)                  | Nathaniel Villanueva             | Gina Lucita Monreal                 | 4 januari 2023   |
| De diefstal mislukt. The bad batch wordt opgejaagd door het leger van het Galactische Rijk. |                                               |                                  |                                     |                  |
| 3 | The Solitary Clone (De Eenzame Kloon)         | Saul Ruiz Amanda                 | Rose Muñoz                          | 11 januari 2023  |
| Crosshair wordt op missie gestuurd naar de planeet Desix om er de gegijzelde Galactische gouverneur te redden van Separatisten. |                                               |                                  |                                     |                  |
| 4 | Faster (Sneller)                              | Steward Lee                      | Matt Michnovetz                     | 18 januari 2023  |
| Tech doet mee aan een race wedstrijd om Cid te redden van een schuldeiser. |                                               |                                  |                                     |                  |
| 5 | Entombed (Ingesloten)                         | Nathaniel Villanueva             | Christopher Yost                    | 25 januari 2023  |
| The Bad Batch gaat op schattenjacht met Phee Genoa op de geheime planeet Kaldar Trinary. |                                               |                                  |                                     |                  |
| 6 | Tribe (Stam)                                  | Steward Lee                      | Matt Michnovetz                     | 1 februari 2023  |
| The Bad Batch redt een jonge Wookiee jedi en brengen hem terug naar zijn thuisplaneet Kashyyyk. Daar blijkt het Galactische Rijk lelijk huis te houden. |                                               |                                  |                                     |                  |
| 7 | The Clone Conspiracy (De Kloon Samenzwering)  | Nathaniel Villanueva             | Ezra Nachman                        | 8 februari 2023  |
| In opdracht van de Keizer tracht admiraal Rampart in de Senaat een wet door te drukken die gekloonde troopers vervangt met gerekruteerde troopers. Senator Riyo Chuchi komt op voor de rechten van de gekloonde troopers. Zij ontdekt de waarheid over de vernietiging van de kloonfabrieken op de planeet Kamino door Rampart.                        |                                               |                                  |                                     |                  |
| 8 | Truth and Consequences (Waarheid en Gevolgen) | Steward Lee                      | Damani Johnson                      | 8 februari 2023  |
| The Bad Batch wordt ingeschakeld om bewijzen te verzamelen tegen admiraal Rampart. |                                               |                                  |                                     |                  |
| 9 | The Crossing (De Oversteek)                   | Nathaniel Villanueva             | Brooke Roberts                      | 15 februari 2023 |
| Het ruimteschip Marauder van The Bad Batch wordt gestolen tijdens een mijnontginningsopdracht voor Cid. Op hun tocht naar het dichtstbijzijnde stadje geraken ze ingesloten in een oude mijn. |                                               |                                  |                                     |                  |
| 10 | Retrieval (Recuperatie)                       | Steward Lee                      | Moisés Zamora                       | 22 februari 2023 |
| The Bad Batch tracht in een mijnstadje zijn gestolen ruimteschip te recupereren uit de zwaarbeveiligde hangar van de lokale heerser. |                                               |                                  |                                     |                  |
| 11 | Metamorphosis (Metamorfose)                   | Saul Ruiz                        | Sabir Pirzada                       | 1 maart 2023     |
| Het Galactische Rijk wil met de kloontechnieken van Kamino een nieuw wapen maken. |                                               |                                  |                                     |                  |
| 12 | The Outpost (De Buitenpost)                   | Nathaniel Villanueva en Brad Rau | Jennifer Corbett                    | 8 maart 2023     |
| Crosshair moet Galactische goederen op een ijsplaneet beschermen tegen bandieten. |                                               |                                  |                                     |                  |
| 13 | Pabu (Paboe)                                  | Steward Lee                      | Amanda Rose Muñoz                   | 15 maart 2023    |
| The Bad Batch heeft zijn banden met Cid doorknipt. Na een geslaagde missie met Phee Genoa nodigt zij hen uit om permanent te blijven op Paboe, een veiligheidshaven voor vluchtelingen. Het vredevolle eiland wordt helaas opgeschrikt door aardbevingen en een vernietigende vloedgolf.                                                               |                                               |                                  |                                     |                  |
| 14 | Tipping Point (Kantelpunt)                    | Saul Ruiz                        | Jennifer Corbett en Matt Michnovetz | 22 maart 2023    |
| Het Galactische Rijk zit achter Omega aan voor hun kloonexperimenten. De gevangen Crosshair slaagt erin The Bad Batch te waarschuwen dat ze gezocht worden. |                                               |                                  |                                     |                  |
| 15 | The Summit (De topconferentie)                | Nathaniel Villanueva             | Matt Michnovetz                     | 29 maart 2023    |
| Op een vergadering van topfunctionarissen van het Galactische rijk wil The Bad Batch een traceertoestel planten op een ruimteschip om hun oude makker Crosshair terug te vinden. De verzetsbeweging van Saw Gerrara is er ook om een aanslag op de topfunctionarissen te plegen, waardoor het plan van de The Bad Batch mislukt en ze moeten vluchten. |                                               |                                  |                                     |                  |
| 16 | Plan 99 (Plan 99)                             | Steward Lee                      | Jennifer Corbett                    | 29 maart 2023    |
| Tech offert zich op zodat de andere leden van The Bad Batch kunnen ontsnappen. Ze zoeken hun heil bij Cid, maar die verraadt hen aan het Galactische Rijk. The Bad Batch ontsnapt alweer, maar Omega wordt meegenomen door het Rijk. |                                               |                                  |                                     |                  |

### Seizoen 3
| Nr. | Titel                                         | Regisseur       | Schrijver                          | Releasedatum     |
| 1 | Confined (Opgesloten)                         | Saul Ruiz       | Jennifer Corbett                   | 21 februari 2024 |
| --- | --------------------------------------------- | --------------- | ---------------------------------- | ---------------- |
| Omega heeft beperkte vrijheid in een beveiligde labocentrum van het Galactische Rijk om haar dagelijkse werktaken uit te voeren, onder meer het voederen van testdieren. Ze wint het vertrouwen van de Lurca hond Batcher. Omega zoekt stiekem contact op met Crosshair in zijn gevangeniscel om te ontsnappen. |                                               |                 |                                    |                  |
| 2 | Paths Unknown (Onbekende Wegen)               | Nate Villanueva | Matt Michnovetz                    | 21 februari 2024 |
| Hunter en Wrecker zijn op zoek naar het labocentrum waar Omega vastgehouden wordt. Een spoor leidt ze naar de ruïnes van een vroeger lab. Ze ontmoeten in het nabije woud drie jonge clonen die hun helpen een nieuw spoor in de ruïnes te vinden.                                                              |                                               |                 |                                    |                  |
| 3 | Shadows of Tantiss (De Schaduwen van Tantiss) | Steward Lee     | Matt Michnovetz                    | 21 februari 2024 |
| De Keizer bezoekt het labocentrum op Mount Tantiss. Terwijl proberen Omega, Crosshair en Batcher van de planeet te ontsnappen. |                                               |                 |                                    |                  |
| 4 | A Different Approach (Een Andere Manier)      | Saul Ruiz       | Ezra Nachman                       | 28 februari 2024 |
| Omega, Crosshair en Batcher maken een crashlanding op de planeet Lau. In een nabije sterrenhaven wil Crosshair al schietend een nieuw schip kapen, maar Omega overtuigt hem om met omkoping te trachten een lift te krijgen. Daar hebben ze wel credits voor nodig.                                             |                                               |                 |                                    |                  |
| 5 | The Return (Terugkeer)                        | Nate Villanueva | Amanda Rose Muñoz                  | 6 maart 2024     |
| The Bad Batch reist naar een verlaten basis van het Keizerrijk om een tablet de decoderen, waar mogelijk de coördinaten voor Mount Tantiss op staan. Een ondergrondse reuzachtige wyrm verstoort hun missie. Terwijl heeft Hunter nog moeite met de terugkeer van Crosshair in het team.                        |                                               |                 |                                    |                  |
| 6 | Infiltration (Terugkeer)                      | Steward Lee     | Brad Rau                           | 13 maart 2024    |
| |                                               |                 |                                    |                  |
| 7 | Extraction (Extractie)                        | Saul Ruiz       | Jennifer Corbett & Matt Michnovetz | 13 maart 2024    |
| |                                               |                 |                                    |                  |
| 8 | Bad Territory (Gevaarlijk Terrein)            | Nate Villanueva | Matt Michnovetz                    | 20 maart 2024    |
| |                                               |                 |                                    |                  |
| 9 | The Harbinger (De Harbinger)                  | Steward Lee     | Jennifer Corbett                   | 27 maart 2024    |
| |                                               |                 |                                    |                  |
| 10 | Identity Crisis (Identiteitscrisis)           | Saul Ruiz       | Amanda Rose Muñoz                  | 3 april 2024     |
| |                                               |                 |                                    |                  |
| 11 | Point of No Return (Geen Weg Terug)           | Nate Villanueva | Amanda Rose Muñoz                  | 3 april 2024     |
| |                                               |                 |                                    |                  |
| 11 | Juggernaut (Bakbeest)                         | Steward Lee     | Ezra Nachman                       | 10 april 2024    |
| |                                               |                 |                                    |                  |

## Productie

### Achtergrond
Het idee voor The Bad Batch bestond al tijdens het maken van het zesde seizoen van The Clone Wars in 2013 en kwam van George Lucas. De serie werd niet lang daarna geannuleerd. Tijdens de Star Wars Celebration in 2015 werd het ruwe materiaal vertoond van een aantal onafgemaakte afleveringen, waaronder de afleveringen over The Bad Batch. Deze vier afleveringen waren later te zien in het zevende seizoen van The Clone Wars dat uitkwam in 2020.

### Ontwikkeling
In juli 2020 gaf Disney+ officieel de opdracht aan Lucasfilm Animation een nieuwe serie te ontwikkelen met als titel Star Wars: The Bad Batch, een vervolg op het laatste seizoen van The Clone Wars dat zich afspeelt in de nasleep van de Clone Wars. De aankondiging van Disney omschreef de serie als de visie van Dave Filoni, die tevens meewerkt aan de serie als uitvoerend producent.
In augustus 2021, vlak voor de tweedelige finale van het eerste seizoen, werd bekendgemaakt dat er een tweede seizoen komt dat gepland staat voor 2022.

### Casting
De eerste trailer voor de serie werd uitgebracht in december 2020 en bevestigde dat Dee Bradley Baker net als in The Clone Wars de stem van alle clone troopers in de serie inspreekt, inclusief de leden van The Bad Batch en Captain Rex. De trailer onthulde ook dat een jongere versie van het personage Fennec Shand uit de serie The Mandalorian in de serie te zien zal zijn, en dat actrice Ming-Na Wen haar rol als Fennec weer voor haar rekening neemt. Daarnaast nemen Stephen Stanton en Andrew Kishino de rollen van respectievelijk Grootmoff Tarkin en Saw Gerrera voor hun rekening.

## Release
Star Wars: The Bad Batch ging in première op Disney+ op 4 mei 2021 (Star Wars Day), met een speciale aflevering van 70 minuten. De tweede aflevering verscheen op 7 mei 2021 en de volgende afleveringen verschenen wekelijks. Het eerste seizoen bestond uit 16 afleveringen. Het tweede seizoen ging in première op Disney+ op 4 januari 2023 en het derde seizoen op 21 februari 2024.

## Ontvangst
De eerste aflevering werd positief ontvangen. Op Rotten Tomatoes geeft 94% van de 32 recensenten een positieve recensie, met een gemiddelde score van 7,40/10. De consensus luidt: "With stunning animation and plenty of action, Aftermath successfully sets the stage for a thrilling new saga - though casual fans may find themselves lost in a sea of references" (vrij vertaald: met verbluffende animaties en veel actie bereidt Aftermath ons succesvol voor op een spannende nieuwe saga - hoewel terloopse fans kunnen verdwalen in een zee van referenties). 
Voor het gehele eerste seizoen gaf 86% van de 13 recensenten een positieve recensie, met een gemiddelde score van 7,15/10. Het seizoen heeft het label "certified fresh" (gegarandeerd vers). De consensus luidt: "The Bad Batch’s beautifully animated adventure may be too lore heavy for casual viewers, but fans will enjoy diving deeper into this dastardly cast of characters" (De prachtige geanimeerde avonturen van The Bad Batch zijn misschien te ingewikkeld voor de toevallige kijker om te volgen, maar fans zullen ervan genieten om dieper in deze rauwe groep van persoonlijkheden te duiken).
Website Metacritic komt voor het eerste seizoen tot een score van 67/100, gebaseerd op 7 recensies, wat staat voor "generally favorable reviews" (over het algemeen gunstige recensies).